# Aston Martin

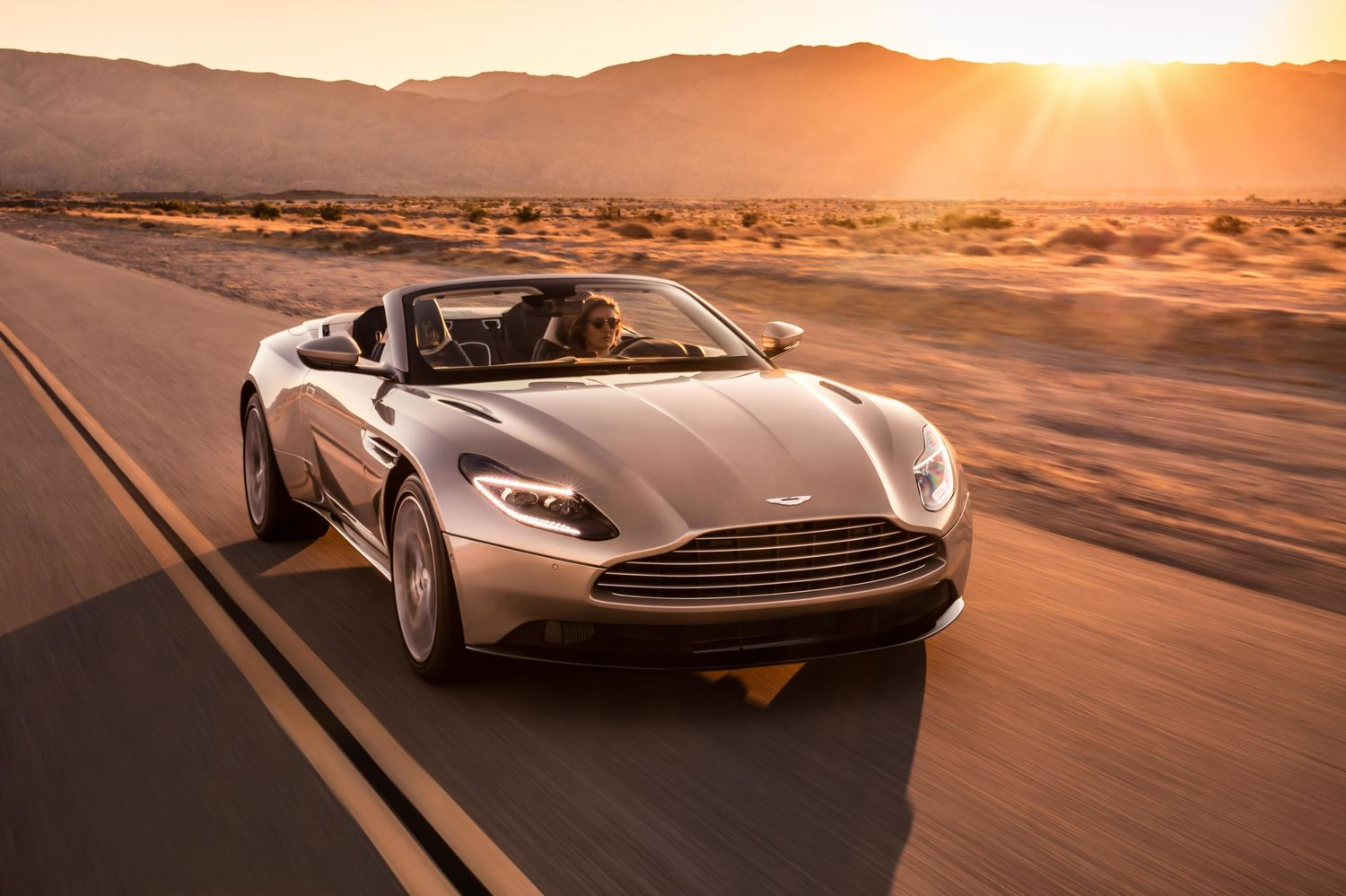
Aston Martin DB11

Aston Martin Lagonda Limited és una empresa britànica fabricant d'automòbils de luxe. Va ser fundada el 1913 per dos grans entusiastes del món del motor: Lionel Martin i Robert Bamford. Aquesta icona del món del motor ha tingut des dels seus inicis grans problemes econòmics i per aquest motiu ha canviat de propietaris moltes vegades. Els seus cotxes són considerats obres d'art i desperten interès fins i tot als que no són fans del món de l'automoció.

## Història

### Fundació
James Caldentey era un pilot professional de carreres, un dels seus majors èxits va ser en la carrera d'Aston-Clinton on hi va obtenir la victòria l'any 1913. En aquell mateix any, ell i el seu soci Robert Bamford havien obert un petit taller a Londres des d'on venien i preparaven automòbils de la marca britànica Singer. Aquest taller també els va servir per construir el cotxe que donaria a Lionel Martin la victòria en la mítica cursa d'Aston Hill. En veure que els seus cotxes preparats es convertien en autèntiques meravelles van decidir crear la seva pròpia marca automobilística.
Un any després de crear la Bamford & Martin Ltd a Kensington (barri de Londres) el primer Aston Martin va ser matriculat. Anomenat Coal Scuttle, tenia un motor de quatre cilindres i el xassís d'un Issota-Fraschini de 1908. Tot i haver obtingut tots els permisos necessaris, la producció no es va poder iniciar degut a l'esclat de la Primera Guerra Mundial que va forçar a l'empresa el tancament temporal de les seves portes.

### Període d'entre guerres
Quan la Gran Guerra va finalitzar el 1919, la companyia es va traslladar a Abingdon Road i es va presentar un nou model, el Bunny. Robert Bamford va marxar l'any 1920 i l'empresa va rebre l'ajuda econòmica de Louis Zborowski. Aquest aristòcrata amant del motor va ajudar a Aston Martin en la fabricació de cotxes per competir. Louis de Zborowski els anys 1922 i 1923 va participar en la "II i III CURSA INTERNACIONAL DE VOITURETTES", Gran premi Penya Rhin, fetes al Circuit de Vilafranca del Penedès. Conduint un Aston Martin quedant segon en ambdues curses, per darrere de la marca Talbot. Al Gran Premi de França i poder establir un rècord de velocitat i resistència a Brooklands. El 1924 la companyia va fer fallida i va ser adquirida per Lady Charnwood. Tot i això, Aston Martin es va declarar en fallida de nou un any després i va ser el 1926 quan va tancar portes amb l'abandonament de Lionel Martin.
Aquell mateix any, dos inversors (Bill Renwich i Augustus Bertelli) van prendre el control de la companyia juntament amb Lady Charnwood i la van anomenar Aston Martin Motors. Gràcies als seus grans coneixements en enginyeria i en la seva capacitat a l'hora de fer negocis, Bertelli va aconseguir que la companyia obtingués beneficis. Un dels seus nous dissenys, l'Ulster, va guanyar la famosa carrera de les 24 Hores de Le Mans i ràpidament es va convertir en el cotxe de carreres més popular dels anys 30. Malauradament l'empresa va patir unes fortes pèrdues i finalment va ser venuda a Sir Arthur Sutherland. Va ser llavors, el 1936, quan Aston Martin es va dedicar a la fabricació de cotxes de carrer.
La nova era d'Aston Martin va començar amb la fabricació del model 2-litre 15/98 que va resultar ser tot un èxit de vendes.

### La nova cara d'Aston Martin
- L'any 1947 es va publicar un anunci al diari Times on s'anunciava la venda d'una marca de cotxes de luxe. Un ric industrial que havia fet fortuna amb la venda de tractors anomenat David Brown va oferir vint mil Lliures Esterlines i va comprar la companyia. Va comprar una altra empresa britànica del món de l'automòbil que passava per un mal moment econòmic, l'anomenada Lagonda.[8] Va ser llavors quan va batejar la marca com a Aston Martin Lagonda, nom que encara persisteix avui en dia. El primer automòbil que es va crear en aquesta nova era va ser el 2 Litre Sports que més tard es convertiria en el DB1. Equipat amb un motor de quatre cilindres es va convertir en el guanyador de les 24 Hores de Spa l'any 1948. Tot i el seu èxit al circuit, les seves vendes no van ser les esperades per la companyia. A partir del 1950 un seguit de nous models encapçalats pel DB2 van fer que Aston Martin obtingués uns bons beneficis. Seguidament es van presentar DB2/4 al 1953, el DB2/4 MkII al 1955, el DB Mark III el 1957 i el 3.7L DB4 el 1958.[9]

En aquells temps els Aston Martin eren molt exclusius i això els feia més cars que els seus principals rivals (Ferrari,Jaguar, Maserati o Porsche) però tot i això ja s'havien fet un lloc entre l'alta societat i eren sinònim de qualitat i distinció.
Mentre que els models citats ajudaven a la companyia a establir un bon pedigrí de competició el nou DB5 de 1963 s'encarregava de donar tot el glamour possible dels “gran turismes”. Dos anys després va sortir al mercat el DB6 (1965-1970) i el DBS (1967-1972).

### Canvi de propietari
L'any 1972 David Brown es va vendre la marca automobilística a Company Developments, de Birmingham presidida per William Willson. El canvi de propietaris va coincidir amb el llançament de l'Aston Martin Lagonda. Tres anys més tard l'empresa va ser venuda de nou, aquest cop a dos inversors nord-americans: Peter Sprague i George Minden per un milió i escaig de Lliures Esterlines. Els nous propietaris van decidir que els nous models havien de ser més moderns i van intentar-ho amb la producció del V8 Vantage el 1977, el descapotable Volante el 1978, el futurístic Bulldog el 1980 i el nou extravagant Lagonda V8.

### L'era Victor Gauntlett
Després d'un 1980 nefast, Aston Martin torna a canviar de mans. Aquest cop el comprador va ser Victor Gauntlett a través de Pace Petroleum. Gauntlett va augmentar la producció i també va eliminar fronteres, els Aston Martin podien ser comprats a qualsevol país del món. Les grans inversions de la companyia en publicitat li van donar una gran fama internacional i les vendes van augmentar significativament. Gauntlett va poder reunir diners suficients per desenvolupar el Virage, que equipat amb un motor V8 va arrasar en vendes, fet que va despertar l'interès de Ford Motor Company. L'any 1987 el gegant automobilístic Ford va adquirir el 75% de la companyia i en va assegurar un futur sòlid.

### L'era Ford
L'empresa Ford va invertir de seguida en el desenvolupament d'Aston Martin. Es van obrir noves fàbriques de producció i les vendes van augmentar. El 1998 es va crear el DB7 i dos anys més tard es va substituir aquest model pel V12 Vantage. El 2001 la companyia va introduir el V12 Aston Martin Vanquish. La nova fàbrica de Gaydon estava llesta per començar la fabricació del DB9 i el V8 Vantage, els dos Aston Martin més venuts de la història.

### La nova era
Els grans problemes financers de Ford van provocar que la marca Aston Martin fos posada a la venda de nou. David Richards va comprar la marca juntament amb John Singers i dues companyies de Kuwait per 479 milions de Lliures Esterlines. Avui dia Ford manté una part de les accions d'Aston Martin valorades en seixanta milions d'Euros. Actualment la producció s'ha escampat arreu del món i les vendes han augmentat gràcies a les exportacions a la Xina, el Japó i Turquia.
Els nous models com el Rapide han aportat a Aston Martin uns beneficis molt valuosos i sembla que la prestigiosa firma automobilística pot gaudir d'un merescut període de tranquil·litat. No obstant això, no s'ha garantit el futur de l'empresa i Ford s'ha negat a fer declaracions.

## Aston Martin i el cinema
No és estrany que molts directors de cine escullin cotxes de la prestigiosa Aston Martin per a les seves pel·lícules. Aquesta empresa britànica ha sabut combinar la potència i l'elegància necessàries perquè els seus models siguin autèntiques obres d'art.
La primera aparició d'Aston Martin al cinema va ser l'any 1961 a The Green Helmet. Una pel·lícula britànica dirigida per Michael Forlong, el model escollit: el DBR1 de 1956.

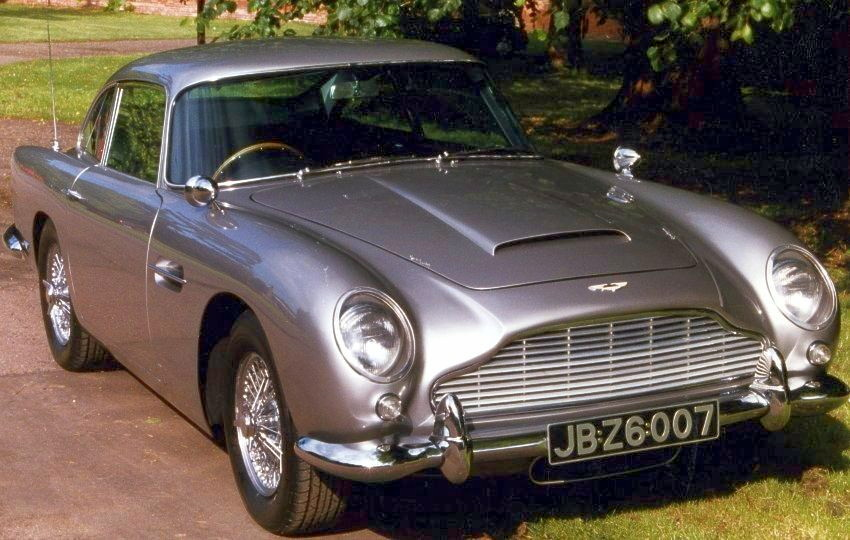
Un dels cotxes més famosos de la història del cinema, l'Aston Martin DB5.

La segona aparició va tenir lloc el 1964 a Goldfinger. En aquesta ocasió l'agent secret James Bond va utilitzar el famosíssim Aston Martin DB5 el qual equipava molts dispositius especials. El DB5 va ser clau per aquest film, ja que aportava un toc de glamour molt necessari per a l'agent 007. A més, la potència d'aquest cotxe era indiscutible cosa que el feia més atractiu encara.
El V8 Vantage va ser escollit per James Bond (Timothy Dalton) a la pel·lícula 007: Alta tensió el 1987. Considerat com el primer super cotxe britànic, va ser equipat amb míssils per a la pel·lícula i va servir d'inspiració per als futurs Ford Mustang.
L'any 2004 Aston Martin va aparèixer de nou en una pel·lícula de James Bond. En aquest cas la de 007: Mor un altre dia protagonitzada per Pierce Brosnan. El model escollit, el Vanquish de 2001, era capaç de fer-se invisible.

## Models
- 1915 Coal Scuttle

- 1919 Aston Martin Bunny

- 1927 Aston Martin T-Type

- 1932 Aston Martin Le Mans

- 1934 Aston Martin Ulster

- 1936 Aston Martin 2-Litre

- 1939 Aston Martin Atom

- 1948 Aston Martin 2-Litre Sports

- 1950 Aston Martin DB2

- 1953 Aston Martin Lagonda 3-Litre

- 1953 Aston Martin DB2/4

- 1957 Aston Martin DB Mark III

- 1958 Aston Martin DB4

- 1960 Aston Martin DB4 GT Zagato

- 1963 Aston Martin DB5

- 1964 Aston Martin Lagonda Rapide

- 1965 Aston Martin DB6

- 1967 Aston Martin DBS

- 1969 Aston Martin V8

- 1972 Aston Martin Vantage

- 1974 Aston Martin Lagonda

- 1977 Aston Martin V8 Vantage '77

- 1986 Aston Martin V8 Zagato

- 1994 Aston Martin DB7

- 2002 Aston Martin DB7 Zagato

- 2003 Aston Martin DB AR1

- 2005 Aston Martin V8 Vantage '05
- 2018 Aston Martin DBS Superleggera
- 2018 Aston Martin DB11
- 2018 Aston Martin Vantage AMR
- 2018 Aston Martin Valkyrie

### 1993 V8 Vantage
Després que l'empresa americana Ford comprés Aston Martin l'any 1987, un nou model va ser presentat al Saló de l'Automòbil de Birmingham de 1992. Es tractava del V8 Vantage, un cotxe esportiu d'altes prestacions.
Aquest model era el més alt de la sèrie V8. Duia un motor de 5.3L creat per la mateixa Aston Martin i amb una potència màxima de 349CV. No obstant això, la companyia va optar per modificar el motor i d'aquesta manera arribar a nivells de potència molt superiors. Per fer-ho possible se li van instal·lar dos compressors.

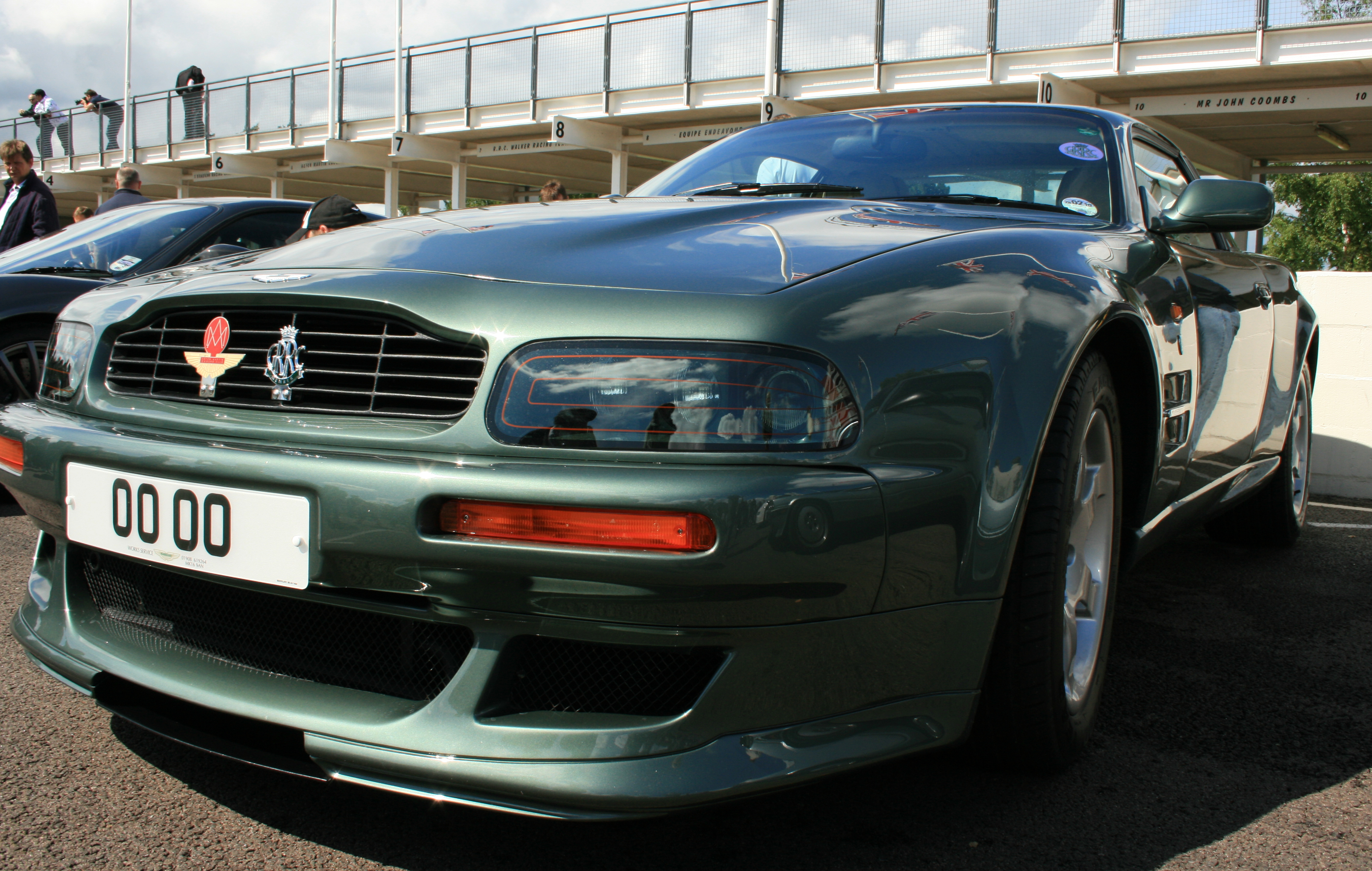
Aston Martin Vantage de 1993.

Un cop fetes les modificacions la potència del Vantage era de 558CV. Inclús amb el seu pes de dues tones era capaç d'accelerar de 0-100km/h en només 4,6 segons i d'arribar fins als 300km/h. Aquest model oferia una caixa de canvis manual de 6 velocitats o per qui ho preferís una automàtica de 4.
El Vantage era un cotxe molt voluminós, 4.745mm de llargada, 1.944mm d'amplada i una separació entre eixos de 2.611mm. Tot i que el seu disseny exterior era similar al de la resta de la gamma V8, es va modificar el frontal per aconseguir una imatge molt més ferotge. Una altra diferència respecte als altres models Aston V8 va ser la mida dels pneumàtics que van passar a ser de 258/45ZR18. Una de les modificacions més espectaculars van ser els frens. Es van escollir uns discs AP de 362mm que feien que el Vantage gaudís dels frens més grans que s'havien instal·lat mai en un cotxe de carrer.
La producció del V8 Vantage va durar sis anys, des del 1993 fins al 1999.

### 1999 DB7 Vantage Coupé
El DB7 V12 va ser presentat per primera vegada l'any 1999 i es va convertir en el principal coupé esportiu d'Aston Matin.

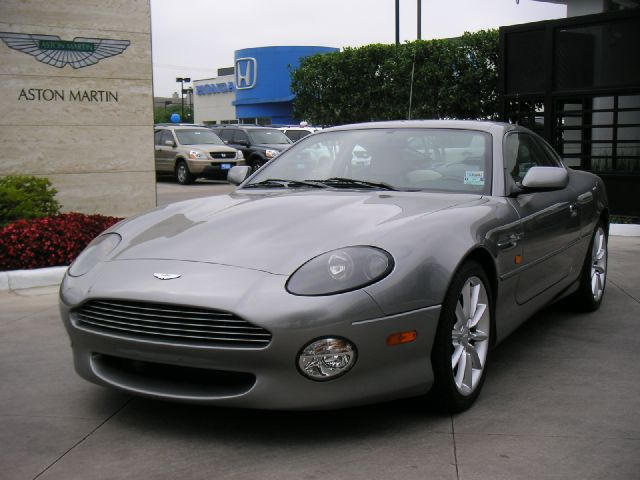
Aston Martin DB7 Vantage Coupé del 1999.

Va ser dissenyat com a biplaça i ni tan sols incorporava seients al darrere com el Jaguar XK-R amb qui compartia el xassís, el motor i la transmissió. Tot i això, en termes de conducció el DB7 no s'assemblava en res al XK-R, ja que la preparació del motor i els ajustos de suspensió van ser desenvolupats independentment per Aston Martin.
Tot i ser un biplaça, la distància entre eixos era de 2.591mm i la seva carrosseria era enorme. Se'l va equipar amb un motor V12 de 48 vàlvules i 5.9L capaç d'entregar 426CV de potència. En aquest model la velocitat màxima ascendia fins als 266km/h i la caixa de canvis era automàtica amb 5 velocitats. Els pneumàtics escollits per al DB7 Vantage van ser uns de 245/35R18 al davant i 265/35R18 al darrere.
L'any 2000 es va utilitzar la base del DB7 Vantage per construir el Vanquish. El seu disseny considerat una obra d'art en alumini va ser la principal atracció d'aquest esportiu de luxe. Aquest elegant disseny va ser obra de l'empresa italiana Zagato.

### 2000 Aston Martin Vanquish

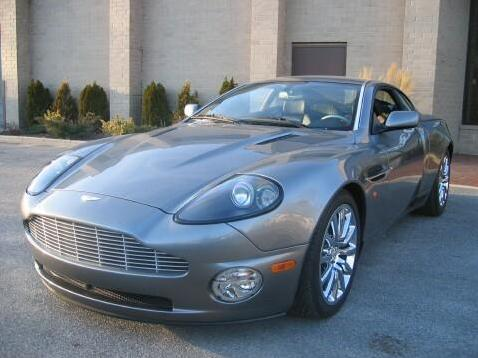
Aston Martin V12 Vanquish de l'any 2000.

L'any 2000 es va presentar el Vanquish i tot i que partia del V12 DB7 tenia una carrosseria totalment remodelada. El Vanquish duia el mateix motor V12 que el DB7 però una mica més afinat i capaç d'arribar als 466CV. Tot i el seu pes de 1.835kg la velocitat punta d'aquest model era de 315km/h. La caixa de canvis només tenia una opció, manual de sis velocitats.
Aquest prototip va ser presentar l'any 1998 i era un dels models més tecnològicament avançats. El seu disseny encara agrada avui en dia i tot i ser un cotxe de l'any 2000 encaixa perfectament amb altres automòbils actuals. La seva producció va finalitzar el 2007 i la fàbrica de Newport Pangell on es fabricava va tancar les portes.
- 2006 Aston Martin DBS V12

- 2007 Aston Martin Rapide

- 2009 Aston Martin One-77

### 2011 V12 Vantage
Aquest model va ser presentat per primera vegada al Saló de l'Automòbil de Ginebra de 2009. Es tracta d'un biplaça de tracció al darrere propulsat per un motor enorme de 6L capaç de generar 517CV.

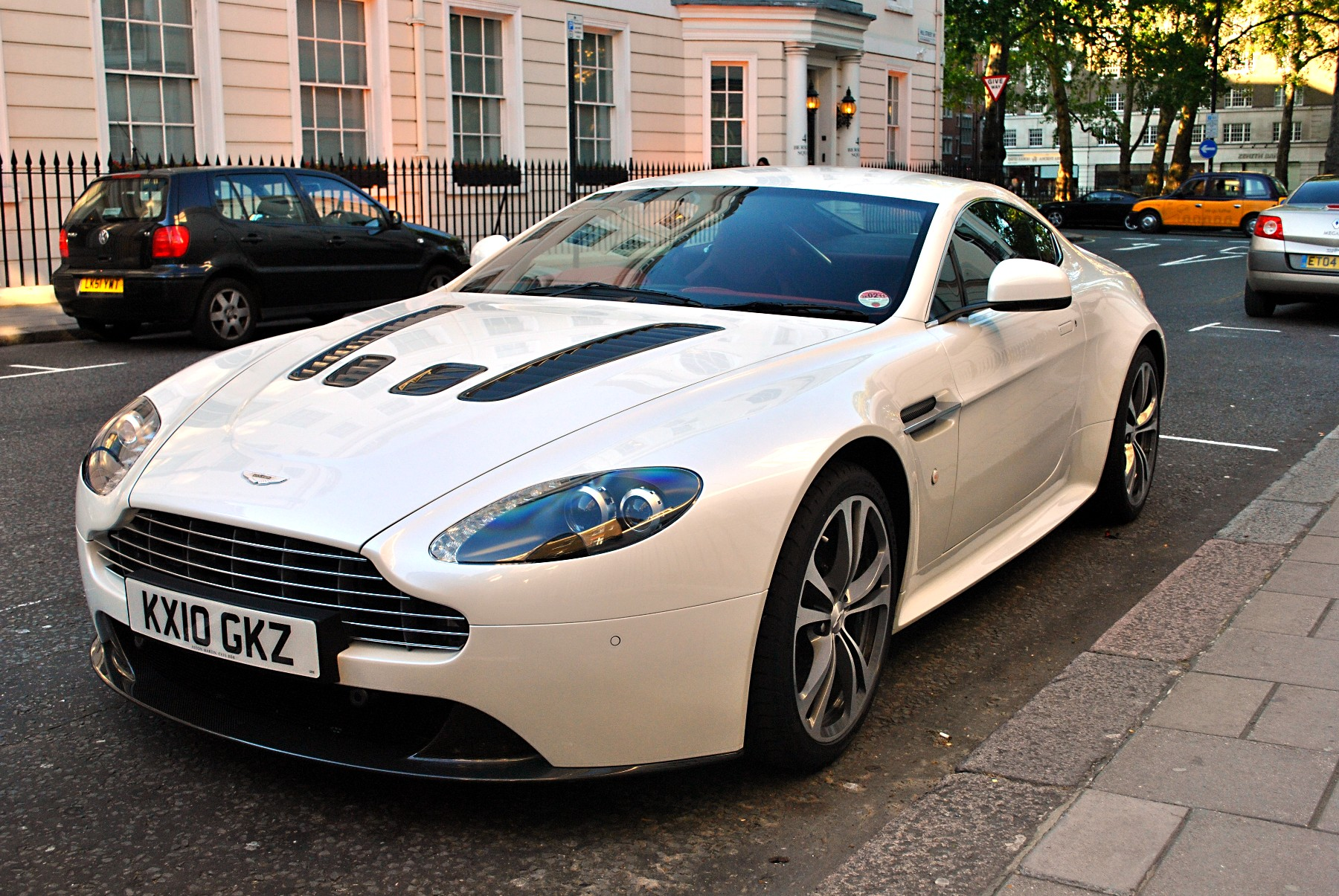
Aston Martin Vantage de 2009.

 Assoleix una velocitat punta de 305km/h i accelera de 0-100km/h en tan sols 4,2 segons.
Aston Martin ha fet tot el possible per reduir el pes del cotxe. El motor que du aquest model li aporta 100kg addicionals i l'empresa ha hagut d'enginyar-se les per reduir tot el pes possible. El V12 Vantage està equipat amb uns frens lleugers, llandes d'alumini així com altres peces d'alumini i de carboni. Amb aquestes mesures el pes total d'aquest nou model és de 1680kg.
El motor està situat a la part central davantera del cotxe i les suspensions van ser desenvolupades al famós circuit de Nürburgring a Alemanya. D'aquesta manera Aston Martin ha aconseguit mantenir una estabilitat que caracteritza a la gamma Vantage.
Molts entesos del món del motor afirmen que al desenvolupar el cotxe en un circuit, en aquest cas al de Nürburgring, la conducció d'aquest automòbil al carrer és nefasta. La suspensió dura especialment dissenyada per reduir el temps de volta al circuit i afavorir l'adherència del cotxe fan que aquest sigui molt incòmode quan es tracta de conduir-lo per carreteres convencionals.
El V12 Vantage va participar gairebé sense modificacions a les 24 Hores de Nürburgring el 2009 i en va obtenir la victòria en la seva categoria.
- 2011 Aston Martin Cygnet

- 2011 Aston Martin DBS Carbon Edition

- 2011 Aston Martin V12 Zagato

- 2011 Aston Martin Virage

- 2013 Aston Martin Rapide S

- 2013 Aston Martin Vanquish '13

## Resultats al campionat mundial de Fórmula 1
| Any  | Xassis                              | Motor           | Pneumàtics | Conductor           | 1   | 2     | 3     | 4   | 5   | 6   | 7   | 8   | 9   | 10  | Punts | Posició |
| ---- | ----------------------------------- | --------------- | ---------- | ------------------- | --- | ----- | ----- | --- | --- | --- | --- | --- | --- | --- | ----- | ------- |
| 1959 | Aston Martin DBR4                   | Aston Martin L6 | ?          |                     | MON | I.500 | HOL   | FRA | GBR | ALE | POR | ITA | EUA |     | 0     | 5è      |
| 1959 | Aston Martin DBR4                   | Aston Martin L6 | ?          | Roy Salvadori       |     |       | Ret   |     | 6   |     | 6   | Ret |     |     | 0     | 5è      |
| 1959 | Aston Martin DBR4                   | Aston Martin L6 | ?          | Carroll Shelby      |     |       | Ret   |     | Ret |     | 8   | 10  |     |     | 0     | 5è      |
| 1960 | Aston Martin DBR4 Aston Martin DBR5 | Aston Martin L6 | ?          |                     | ARG | MON   | I.500 | HOL | BEL | FRA | GBR | POR | ITA | EUA | 0     | 8è      |
| 1960 | Aston Martin DBR4 Aston Martin DBR5 | Aston Martin L6 | ?          | Roy Salvadori       |     |       |       | DNP |     |     |     |     |     |     | 0     | 8è      |
| 1960 | Aston Martin DBR4 Aston Martin DBR5 | Aston Martin L6 | ?          | Roy Salvadori       |     | Ret   |       |     |     |     |     |     |     |     | 0     | 8è      |
| 1960 | Aston Martin DBR4 Aston Martin DBR5 | Aston Martin L6 | ?          | Maurice Trintignant |     |       |       |     |     |     | 11  |     |     |     | 0     | 8è      |

## Resultats a les 24 Hores de Le Mans
| Any  | Posició | Classe | No  | Equip                          | Conductors                                     | Xassis                              | Motor                                 | Voltes |
| ---- | ------- | ------ | --- | ------------------------------ | ---------------------------------------------- | ----------------------------------- | ------------------------------------- | ------ |
| 1931 | 5       | 1.5    | 25  | Aston Martin                   | A.C. Bertelli Maurice Harvey                   | Aston Martin 1½-litre International | Aston Martin 1.5L I4                  | 139    |
| 1932 | 5       | 1.5    | 20  | Aston Martin Ltd.              | Sammy Newsome Henken Widengren                 | Aston Martin 1½-litre Le Mans       | Aston Martin 1.5L I4                  | 174    |
|      | 7       | 1.5    | 21  | Aston Martin Ltd.              | A.C. Bertelli Pat Driscoll                     | Aston Martin 1½-litre Le Mans       | Aston Martin 1.5L I4                  | 168    |
| 1933 | 5       | 1.5    | 25  | Aston Martin Ltd.              | Pat Driscoll Clifton Penn-Hughes               | Aston Martin 1½-litre Le Mans       | Aston Martin 1.5L I4                  | 188    |
|      | 7       | 1.5    | 24  | Aston Martin Ltd.              | A.C. Bertelli Sammy Davis                      | Aston Martin 1½-litre Le Mans       | Aston Martin 1.5L I4                  | 174    |
| 1934 | 10      | 1.5    | 20  | M.R.E. Tongue                  | Reggie Tongue Maurice Faulkner                 | Aston Martin 1½-litre Le Mans       | Aston Martin 1.5L I4                  | 188    |
|      | 11      | 1.5    | 24  | John Cecil Noël                | John Cecil Noël Jen Wheeler                    | Aston Martin 1½-litre Le Mans       | Aston Martin 1.5L I4                  | 180    |
| 1935 | 3       | 1.5    | 29  | Roy Eccles                     | Charles E.C. Martin Charles Brackenbury        | Aston Martin 1½-litre Ulster        | Aston Martin 1.5L I4                  | 215    |
|      | 8       | 1.5    | 33  | Maurice Faulkner               | Maurice Faulkner Tom Clarke                    | Aston Martin 1½-litre Ulster        | Aston Martin 1.5L I4                  | 202    |
|      | 10      | 1.5    | 32  | C.T. Thomas                    | C.T. Thomas M. Kenyon                          | Aston Martin 1½-litre Ulster        | Aston Martin 1.5L I4                  | 199    |
|      | 11      | 1.5    | 31  | P.L. Donkin                    | Peter Donkin Lord Malcolm Douglas-Hamilton     | Aston Martin 1½-litre Ulster        | Aston Martin 1.5L I4                  | 199    |
|      | 12      | 1.5    | 27  | John Cecil Noël                | Jim Elwes Mortimer Morris-Goodall              | Aston Martin 1½-litre               | Aston Martin 1.5L I4                  | 196    |
|      | 15      | 1.5    | 30  | R.P. Gardner                   | R.P. Gardner A.C. Beloë                        | Aston Martin 1½-litre Ulster        | Aston Martin 1.5L I4                  | 190    |
| 1937 | 5       | 1.5    | 37  | J.M. Skeffington               | J.M. Skeffington R.C. Murton-Neale             | Aston Martin 1½-litre Ulster        | Aston Martin 1.5L I4                  | 205    |
|      | 11      | 2.0    | 31  | C.T. Thomas                    | Mortimer Morris-Goodall Robert P. Hichens      | Aston Martin Speed Model            | Aston Martin 2.0L I4                  | 193    |
| 1939 | 12      | 2.0    | 29  | Robert Peverell Hichens        | Robert P. Hichens Mortimer Morris-Goodall      | Aston Martin Speed Model            | Aston Martin 2.0L I4                  | 199    |
| 1949 | 7       | S 2.0  | 27  | Arthur Jones                   | Arthur Jones Nick Haines                       | Aston Martin 2-Litre Sports (DB1)   | Aston Martin 2.0L I4                  | 207    |
|      | 11      | S 2.0  | 29  | Robert Lawrie                  | Robert Lawrie Robert W. Walke                  | Aston Martin 2-Litre Sports (DB1)   | Aston Martin 2.0L I4                  | ?      |
| 1950 | 5       | S 3.0  | 19  | Aston Martin Ltd.              | George Abecassis Lance Macklin                 | Aston Martin DB2                    | Aston Martin 2.6L I6                  | 249    |
|      | 6       | S 3.0  | 21  | Aston Martin Ltd.              | Charles Brackenbury Reg Parnell                | Aston Martin DB2                    | Aston Martin 2.6L I6                  | 244    |
| 1951 | 3       | S 3.0  | 26  | Aston Martin Ltd.              | Lance Macklin Eric Thompson                    | Aston Martin DB2                    | Aston Martin 2.6L I6                  | 257    |
|      | 5       | S 3.0  | 25  | Aston Martin Ltd.              | George Abecassis Brian Shawe-Taylor            | Aston Martin DB2                    | Aston Martin 2.6L I6                  | 255    |
|      | 7       | S 3.0  | 24  | Aston Martin Ltd.              | Reg Parnell David Hampshire                    | Aston Martin DB2                    | Aston Martin 2.6L I6                  | 252    |
|      | 10      | S 3.0  | 28  | N.H. Mann                      | Nigel Mann Mortimer Morris-Goodall             | Aston Martin DB2                    | Aston Martin 2.6L I6                  | 236    |
|      | 13      | S 3.0  | 27  | P.T.C. Clark                   | Peter Clark James Scott-Douglas                | Aston Martin DB2                    | Aston Martin 2.6L I6                  | 233    |
| 1952 | 7       | S 3.0  | 32  | Peter C.T. Clark               | Peter Clark Mike Keen                          | Aston Martin DB2                    | Aston Martin 2.6L I6                  | 248    |
| 1955 | 2       | S 3.0  | 23  | Aston Martin Ltd.              | Peter Collins Paul Frère                       | Aston Martin DB3S                   | Aston Martin 2.9L I6                  | 302    |
| 1956 | 2       | S 3.0  | 8   | Aston Martin Ltd.              | Stirling Moss Peter Collins                    | Aston Martin DB3S                   | Aston Martin 2.9L I6                  | 299    |
| 1957 | 11      | S 3000 | 21  | David Brown                    | Jean-Paul Colas Jean Kerguen                   | Aston Martin DB3S                   | Aston Martin 3.0L I6                  | 272    |
| 1958 | 2       | S 3000 | 5   | P & A.G. Whitehead             | Graham Whitehead Peter Whitehead               | Aston Martin DB3S                   | Aston Martin 3.0L I6                  | 293    |
| 1959 | 1       | S 3.0  | 5   | David Brown Racing Dept.       | Carroll Shelby Roy Salvadori                   | Aston Martin DBR1/300               | Aston Martin 3.0L I6                  | 323    |
|      | 2       | S 3.0  | 6   | David Brown Racing Dept.       | Maurice Trintignant Paul Frère                 | Aston Martin DBR1/300               | Aston Martin 3.0L I6                  | 322    |
| 1960 | 3       | S 3.0  | 7   | Border Reivers                 | Roy Salvadori Jim Clark                        | Aston Martin DBR1/300               | Aston Martin 3.0L I6                  | 306    |
|      | 9       | S 3.0  | 8   | Major Ian B. Baillie           | Ian B. Baillie Jack Fairman                    | Aston Martin DBR1/300               | Aston Martin 3.0L I6                  | 281    |
| 1977 | 17      | GTP    | 83  | SAS Robin Hamilton             | Robin Hamilton David Preece Mike Salmon        | Aston Martin DBS V8 RHAM/1          | Aston Martin 5.3L V8                  | 260    |
| 1982 | 7       | C      | 32  | Viscount Downe Pace Petroleum  | Ray Mallock Simon Phillips Mike Salmon         | Nimrod NRA/C2                       | Aston Martin-Tickford DP1229 5.3L V8  | 317    |
| 1983 | 17      | C      | 41  | EMKA Productions Ltd.          | Tiff Needell Steve O'Rourke Nick Faure         | EMKA C83/1                          | Aston Martin-Tickford 5.3L V8         | 275    |
| 1985 | 11      | C1     | 66  | EMKA Productions, Ltd.         | Tiff Needell Steve O'Rourke Nick Faure         | EMKA C84/1                          | Aston Martin-Tickford 5.3L V8         | 338    |
| 1989 | 11      | C1     | 18  | Aston Martin Ecurie Ecosse     | Brian Redman Michael Roe Costas Los            | Aston Martin AMR1                   | Aston Martin (Callaway) RDP87 6.0L V8 | 340    |
| 2005 | 9       | GT1    | 59  | Aston Martin Racing            | David Brabham Stéphane Sarrazin Darren Turner  | Aston Martin DBR9                   | Aston Martin 6.0L V12                 | 333    |
| 2006 | 6       | GT1    | 007 | Aston Martin Racing            | Tomáš Enge Darren Turner Andrea Piccini        | Aston Martin DBR9                   | Aston Martin 6.0L V12                 | 350    |
|      | 9       | GT1    | 62  | Russian Age Racing Team Modena | Antonio García David Brabham Nelson Piquet Jr. | Aston Martin DBR9                   | Aston Martin 6.0L V12                 | 343    |
|      | 10      | GT1    | 009 | Aston Martin Racing            | Pedro Lamy Stéphane Sarrazin Stéphane Ortelli  | Aston Martin DBR9                   | Aston Martin 6.0L V12                 | 342    |
| 2007 | 1       | GT1    | 009 | Aston Martin Racing            | David Brabham Darren Turner Rickard Rydell     | Aston Martin DBR9                   | Aston Martin 6.0L V12                 | 343    |
|      | 3       | GT1    | 008 | AMR Larbre Compétition         | Casper Elgaard Johnny Herbert Fabrizio Gollin  | Aston Martin DBR9                   | Aston Martin 6.0L V12                 | 341    |
|      | 4       | GT1    | 007 | Aston Martin Racing            | Tomáš Enge Johnny Herbert Peter Kox            | Aston Martin DBR9                   | Aston Martin 6.0L V12                 | 337    |